# 三宮里緒
三宮 里緒（さんのみや りお、1980年2月20日 - ）は、日本の元AV女優。
東京都出身。2000年にAVデビュー。ベストビデオ2001年9月号で、読者が選ぶビデオアイドル1位に選ばれた。
当初はそれほど人気がなかったが、人気が出てから体調を崩し一時休養した。過激作品となるインディーズのセルビデオには出演したくないと答えていた。

## 作品

### アダルトビデオ
2000年
- ピュア・ランド（9月21日、VIP）
- ランジェリーパラダイス（10月26日、VIP）
- 放課後まで待てない（11月23日、トライハート）
- 制服ラヴァーズ15（12月28日、トライハート）

2001年
- 逆ソープ天国（2001年1月19日、アリスJAPAN）
- 獣のように犯されて（2001年2月10日、宇宙企画）
- www.rio.com（2001年5月21日、シャイ企画）
- 生パク巨乳秘書（2001年6月30日、ミス・クリスティーヌ）
- 巨乳スパイラル 連続回転オッパイ（7月21日、h.m.p）他出演:深芳野、飯島めぐみ
- 三宮里緒のCosplasshion（7月27日、トライハート）
- Venus Re-mix Vol.6（8月24日、アリスJAPAN）他出演:瞳リョウ、桜真琴、秋菜里子、葵みのり、相原涼
- あなたが欲しくてタマらない（8月25日、シーツーコーポレーション）
- シャイDX 2001 DVD女優編（8月27日、シャイ企画）他出演:宝来みゆき、杏野明日香、水嶋彩 、林エリカ、小早川まりん、葉山レミ、鮎川あみ
- 女はそれを我慢できない（9月22日、シーツーコーポレーション）
- 宇宙企画DX120分スペシャル8（10月27日、宇宙企画）他出演:岡田りな、鈴木あや、林エリカ、森野いずみ、水野はるき、滝沢ゆう、中里優奈
- コスプレ御殿 ザ･ベスト（11月21日、ビデオバンク）他出演:若菜瀬奈、森高千春、桜ことみ、沢村美紗など
- 淫乱妄想 ザ・カゲキ（11月27日、SAMM）
- ファースト･ラブ 初めて濡れた瞬間…（11月30日、トライハート）他出演:宝来みゆき、水野はるき、宮澤ゆうな、清水かおりなど9名出演
- インタラクティブ　ザ・カゲキ 5（12月21日、h.m.p）
- Body Lesson（12月21日、トライハート）
- シャイDX2002 女優編（12月25日、シャイ企画）他出演:麻生玲夏、鮎川あみ、海野はるか、河合さくら、沢井理沙、林エリカ、岡田りな

2002年
- グラマラスボディーズプレミアム（1月21日、ビデオバンク）他出演:深芳野、清水かおり
- 宇宙企画 THE BEST EPISODE 2001（1月26日、宇宙企画）
- 逆ソープ天国スペシャルエレクト④（2月8日、アリスJAPAN）他出演:深田美穂、鈴木麻奈美、宮澤ゆうな、琴野まゆ
- 獣のように犯されて（2月10日、宇宙企画）
- 7200秒の猥褻（2月28日、レイジングカンパニー）
- プラチナリップガール 12人の不埒な口唇（3月22日、トライハート）他11名出演
- 101人ワンワン大連発（3月29日、シャイ企画）他100名出演
- 騎る3（4月19日、シャイ企画）他多数出演
- 宇宙企画DX120分スペシャル8（5月24日、宇宙企画）他9名出演
- 三宮里緒 rio.com ノーカット･フル･バージョン（11月22日、シャイ企画）
- 巨乳240分（12月20日、宇宙企画）他29名出演
- 裏ルームサービス（ウォーズエンターテイメント）

2003年
- あなたが欲しくてタマらない（1月03日、クリスタル映像）
- SAMM乱れ打ち 怒濤の120分ハードコア!!（1月25日、SAMM）他出演:西田美沙、西村萌、灘ジュン、神谷沙織、COCOLO
- 怒濤の120分ハードコア（2月21日、ビデオバンク）他出演:西田美沙、西村萌、灘ジュン、神谷沙織、COCOLO
- 魅惑の制服シンドローム ナイスボディコレクション（6月20日、クリスタル映像）他17名出演
- 淫乱妄想ザ・カゲキ（07月18日、h.m.p）
- 女教師バイブル 放課後まで待てない（9月19日、トライハート）
- ザ･顔面ぶっかけBomb!4時間（10月21日）他23名出演
- Oasis THE BEST（11月28日、クリスタル映像）他出演:新山愛里、葉山美湖、葉月あゆみ、桜もも、大空あすか、美月あんな、酒井るんな

2004年
- 生パク巨乳秘書（4月10日、h.m.p）

2006年
- FUCK55連発!! SPECIAL（11月21日、麒麟堂）他多数出演

2007年
- 流出AVアイドルシリーズ vol.5（10月19日、A-BOX）他多数出演

## 写真集
- SUPREMACY（2001年10月24日、双葉社）
- Precious（2001年1月15日、TIS）
- 三宮里緒全記録 流出!!2（2002年7月15日、英知出版）

## 出演
- のりノリ天国 - 「着替えの時間」コーナー（2001年頃）